# Lodroman
Lodroman – wieś w Rumunii, w okręgu Alba, w gminie Valea Lungă. W 2011 roku liczyła 210 mieszkańców.